# Quellwasser
Quellwasser oder Brunnenwasser stammt aus natürlichen unterirdischen und schadstoffgeschützten Reservoiren und wird direkt am Ort der Quelle (ursprünglich gleichbedeutend mit „Brunnen“) abgefüllt. Steht das Wasser unter Druck, so dass es ohne Fördertechnik, wie z. B. durch Pumpen, an die Oberfläche steigt, so wird von einer artesischen Quelle gesprochen.
Quellwasser speist sich aus Oberflächenwasser, das auf seinem Weg in die Tiefe verschiedene Gesteinsschichten passiert und damit einem natürlichen Filtrationsprozess unterliegt. Zugleich lösen sich – im Gegensatz zum Regenwasser – Mineralsalze und Spurenelemente aus dem Gestein und verleihen dem Quellwasser seinen Geschmack und bestimmte physiologische Wirkungen.
Quellwasser muss „natürlich rein“ sein und darf nicht chemisch oder durch Filtertechnik aufbereitet werden. Es entspricht allen Anforderungen an Trinkwasser. Zugelassene Verfahren sind lediglich das Abtrennen von Eisen, Mangan, Schwefelverbindungen sowie Arsen oder Ozonierung, solange der ursprüngliche Charakter des Wassers nicht verändert wird.
Die gesetzlichen Anforderungen an das Gewinnen, Abfüllen und Inverkehrbringen von Quellwasser werden in Deutschland durch die Mineral- und Tafelwasserverordnung geregelt. Quellwasser bedarf anders als Mineralwasser keiner amtlichen Anerkennung.